# Úžice (district de Mělník)
Pour les articles homonymes, voir Úžice.
Úžice (en allemand : Auschitz) est une commune du district de Mělník, dans la région de Bohême-Centrale, en République tchèque. Sa population s'élevait à 915 habitants en 2020.

## Géographie
Úžice se trouve à 6 km à l'est-nord-est de Kralupy nad Vltavou, à 14 km au sud-ouest de Mělník et à 21 km au nord-nord-ouest de Prague.
La commune est limitée par Zlosyň, Dřínov, Újezdec et Chlumín au nord, par Neratovice à l'est, par Odolena Voda, Veliká Ves, Postřižín et Kozomín au sud, et par Chvatěruby à l'ouest.

## Histoire
La première mention écrite de la localité date de 1405.